# Mammillaria huitzilopochtli
Mammillaria huitzilopochtli (укр. Мамілярія Уїцилопочтлі) —сукулентна рослина з роду мамілярія (Mammillaria) родини кактусових (Cactaceae).

## Етимологія
Видова назва носить ім'я ацтекського  бога Сонця і війни Уїцилопочтлі, тому що його колючки нагадують списи або ножі ацтеків.

## Морфологічний опис
Рослини спочатку поодинокі, пізніше кущаться на верхівці.
| Орган              | Опис |
| ------------------ | --- |
| Стебло             | спочатку кулясте, пізніше стає булавоподібним до циліндричного, до 15 см заввишки, 6-8 см в діаметрі.                |
| Епідерміс          | темно-зелений. |
| Маміли             | з боку сплюснуті, циліндричні до конічних.                                                                           |
| Аксили             | з щільним білим пухом в області цвітіння.                                                                            |
| Центральні колючки | 0-1, рідко 2-4, вертикальні, тонкі, голкоподібні до шилоподібних, від темно-коричневих до чорних, 4-20 мм завдовжки. |
| Радіальні колючки  | 15-30, склоподібно-білі, 25-35 мм завдовжки.                                                                         |
| Квіти              | повністю не розкриваються, кармінові, 12-15 мм завдовжки, до 7 мм в діаметрі.                                        |
| Плоди              | булавоподібні до циліндричних, червоні, до 15 мм завдовжки.                                                          |
| Насіння            | |

## Ареал

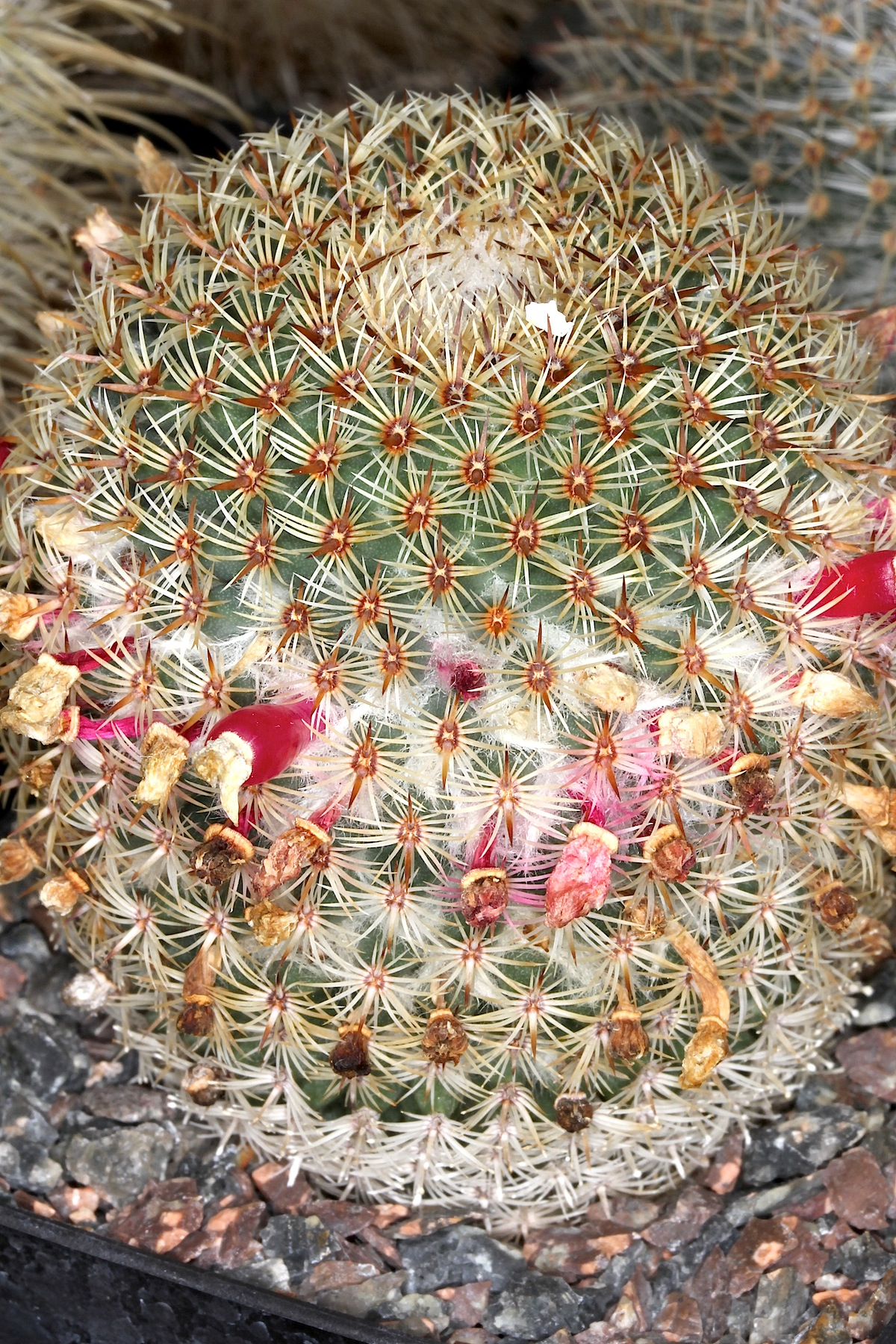
Mammillaria huitzilopochtli з плодами

Mammillaria huitzilopochtli є ендемічною рослиною Мексики. Ареал розташований у штатах Оахака і Пуебла.

## Екологія
Мешкає на висотах від 500 до 1 000 м над рівнем моря. Цвіте в період з жовтня по грудень, плодоносить в період з грудня по березень. Сіянці ростуть тільки в тіні маточних рослин.

## Охоронні заходи
Mammillaria huitzilopochtli входить до Червоного списку Міжнародного союзу охорони природи видів, з найменшим ризиком (LC).
Відомо тільки сім субпопуляцій Mammillaria huitzilopochtli, що займають територію 1058 га, з середньою щільністю 1718 особин/га. Цей вид має дуже вузький ареал, тим не менш, популяції мають дуже високу щільність. Існує невелике зниження чисельності населення, але наразі немає серйозних загроз для існування виду, однак особливу увагу слід приділити впливу на рослини козячого витоптування. Потенційною загрозою для виду є зміна клімату. За сценарієм зміни клімату, в якому температура підвищилася на 2 °С, а кількість опадів знизилася на 15 % відносно до поточних кліматичних умов, кількість рослин цього виду різко знизиться.
Mammillaria huitzilopochtli занесена в Мексиці до національного списку видів, що знаходяться під загрозою зникнення, де вона входить до категорії «підлягають особливому захисту». Однак, за словами місцевих природоохоронців цей вид повинен бути переведений джо вищої категорії, тобто «під загрозою зникнення».
Мешкає в біосферному заповіднику Теуакан-Куїкатлан.
Охороняється Конвенцією про міжнародну торгівлю видами дикої фауни і флори, що перебувають під загрозою зникнення (CITES).

## Утримання в культурі
Рослини цього виду культивуються як декоративні. В культурі ця мамілярія не являє труднощів.

## Близькі види
Деякі систематики кактусових вважали цей вид умовно прийнятим, спорідненим, а можливо, й підвидом або синонімом Mammillaria crucigera.

## Підвиди
Визнано 2 підвиди Mammillaria huitzilopochtli.

### Mammillaria huitzilopochtli subsp. huitzilopochtli
| Орган              | Опис             |
| ------------------ | ---------------- |
| Центральні колючки | 0-1.             |
| Радіальні колючки  | близько 30.      |
| Ареал зростання    | Оахака і Пуебла. |

### Mammillaria huitzilopochtli subsp. niduliformis
| Орган              | Опис                      |
| ------------------ | ------------------------- |
| Центральні колючки | 2-4.                      |
| Радіальні колючки  | близько 22.               |
| Ареал зростання    | Каньйон Томеллін, Оахака. |